# Hédouville (Val-d'Oise)
Pour les articles homonymes, voir Hédouville.

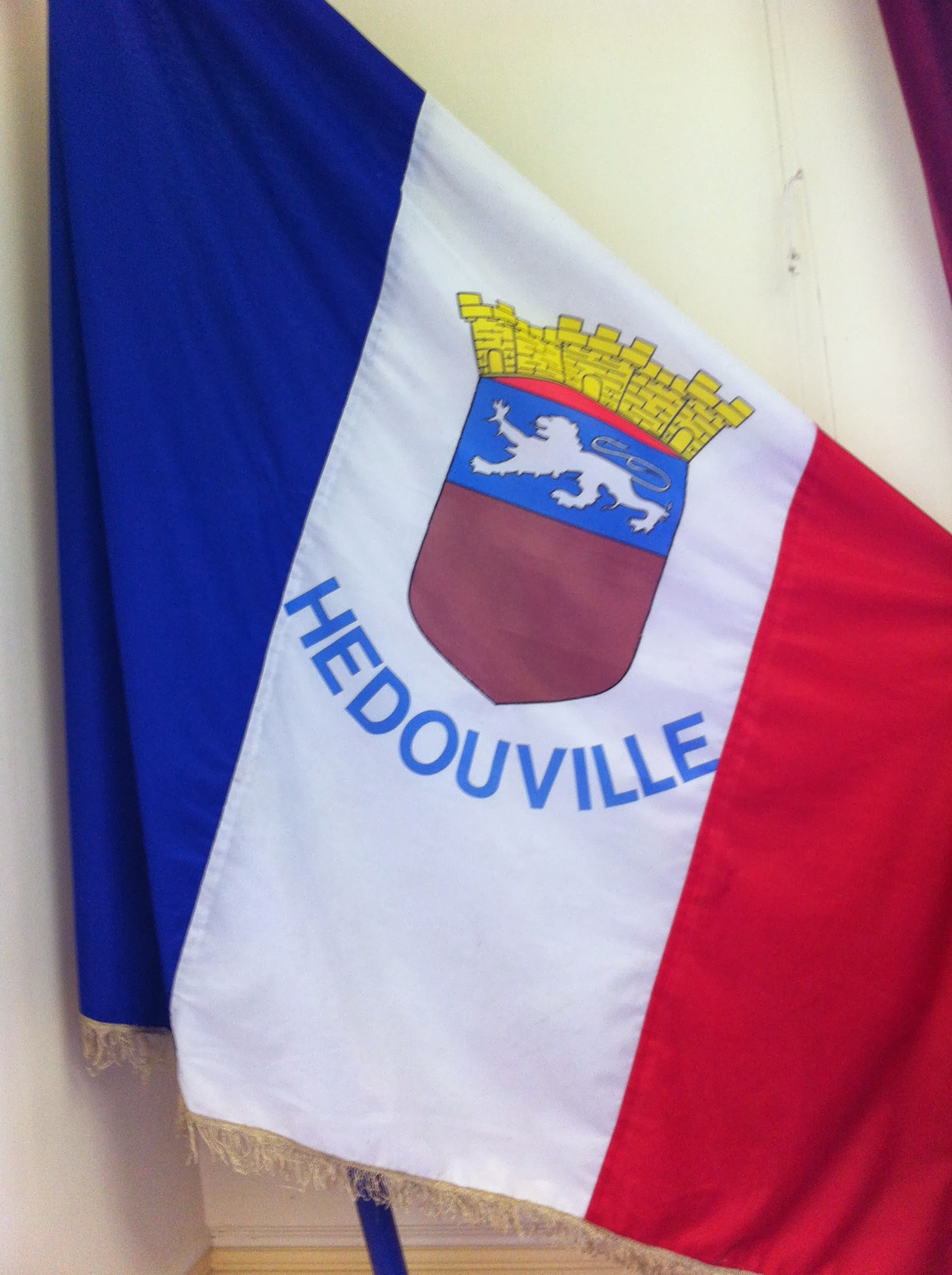
Drapeau d'Hédouville

Hédouville est une commune française située dans le département du Val-d'Oise en région Île-de-France.
Ses habitants sont appelés les Hédouvillois.

## Géographie
Hédouville à la limite de l'Île-de-France vers la Picardie. La commune fait partie de la région naturelle du Vexin français et adhère au Parc naturel régional du Vexin français.
La commune est limitrophe de Parmain, Frouville, Nesles-la-Vallée, Champagne-sur-Oise et Ronquerolles dans le Val-d'Oise, ainsi que de Belle-Église et de Bornel dans l'Oise. Du fait de l'irrégularité de la forme du territoire communal, la limite commune avec Parmain Champagne-sur-Oise se situe au nord-est, alors que les chefs-lieux de ces communes sont en réalité situés au sud-est d'Hédouville.
Le village comprend les écarts de Hodan (en partie sur le territoire de Frouville), des Tuileries et de Château-Moll.
|           | Bornel (Oise) Belle-Église (Oise) | Parmain Champagne-sur-Oise Ronquerolles |
| Frouville | Hédouville                        |                                         |
|           | Nesles-la-Vallée                  |                                         |

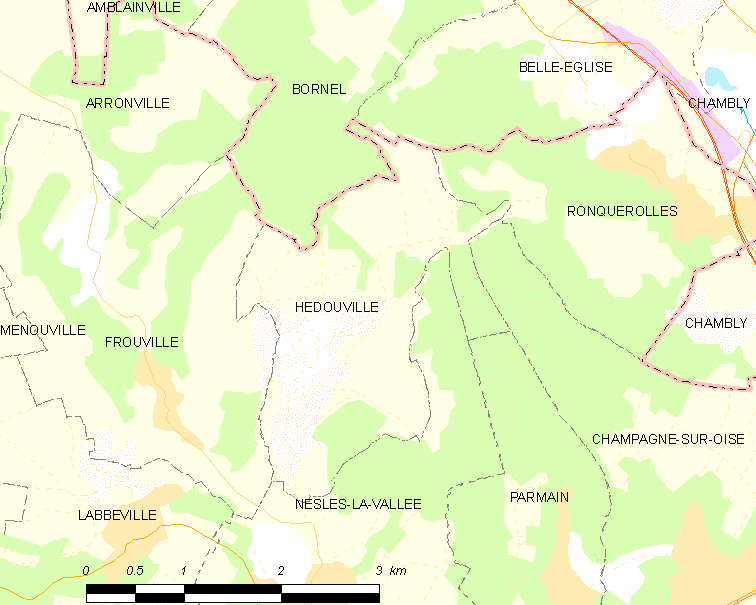
Carte de la commune.
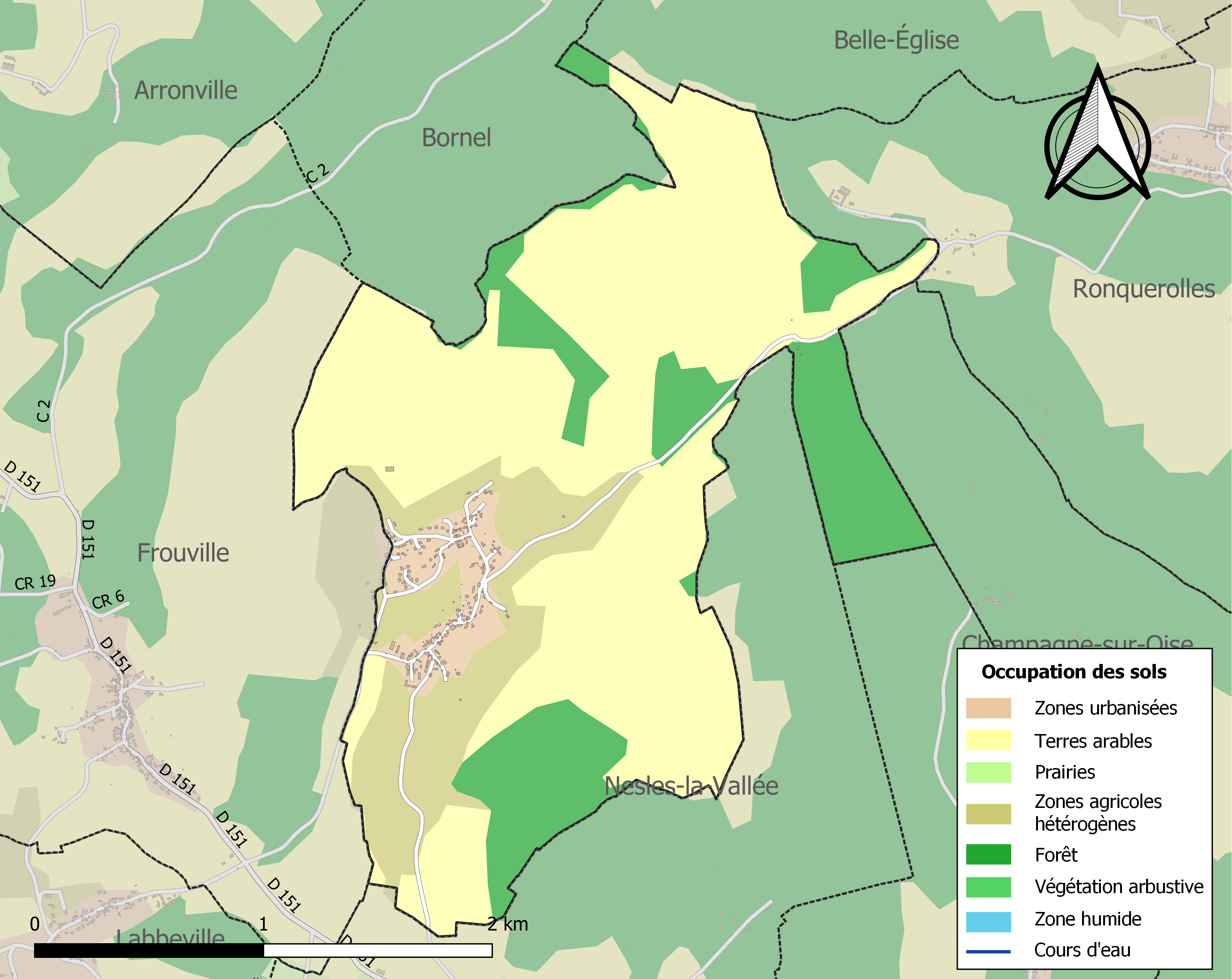
Occupation des sols

### Climat
Pour des articles plus généraux, voir Climat de l'Île-de-France et Climat du Val-d'Oise.
En 2010, le climat de la commune est de type climat océanique dégradé des plaines du Centre et du Nord, selon une étude du CNRS s'appuyant sur une série de données couvrant la période 1971-2000. En 2020, Météo-France publie une typologie des climats de la France métropolitaine dans laquelle la commune est exposée à un climat océanique et est dans la région climatique  Sud-ouest du bassin Parisien, caractérisée par une faible pluviométrie, notamment au printemps (120 à 150 mm) et un hiver froid (3,5 °C). 
Pour la période 1971-2000, la température annuelle moyenne est de 10,9 °C, avec une amplitude thermique annuelle de 14,8 °C. Le cumul annuel moyen de précipitations est de 726 mm, avec 11,2 jours de précipitations en janvier et 8,2 jours en juillet. Pour la période 1991-2020, la température moyenne annuelle observée sur la station météorologique la plus proche, située sur la commune de Pontoise à 12 km à vol d'oiseau, est de 12,5 °C et le cumul annuel moyen de précipitations est de 666,7 mm,. Pour l'avenir, les paramètres climatiques de la commune estimés pour 2050 selon différents scénarios d'émission de gaz à effet de serre sont consultables sur un site dédié publié par Météo-France en novembre 2022.

## Urbanisme

### Typologie
Au 1er janvier 2024, Hédouville est catégorisée commune rurale à habitat dispersé, selon la nouvelle grille communale de densité à sept niveaux définie par l'Insee en 2022.
Elle est située hors unité urbaine. Par ailleurs la commune fait partie de l'aire d'attraction de Paris, dont elle est une commune de la couronne,. Cette aire regroupe 1 929 communes,.

## Toponymie
Attestée sous la forme Childulfovilla, Hildulfovilla en 691, Hoduvilla en 1152, Hodevilla en 1223, Heudouvilla vers 1320.
Le nom de la commune dérive du patronyme germanique Haidulf, Hildulfus ou Hidiwulf et du latin villa (domaine). Hédouville signifie donc domaine d'Haidulf.

## Histoire
Un cimetière franc découvert au hameau de Hodan fait remonter les origines du peuplement au moins au Ve siècle. Il est fort probable que l'occupation soit en vérité plus ancienne, des fouilles récentes ayant permis de découvrir sur le territoire communal des silex pygmées du Néolithique, des monnaies gauloises et romaines ainsi qu'une effigie d'Alexandre le Grand et un statère d'or.
La première mention historique du village date d'un acte de 691, un jugement de Clovis III, ce qui fait de la commune un des plus anciens fiefs d'Ile-de-France. Le village est alors désigné sous le nom d'Hidulfolivilla.
La fontaine Saint-Robert, lieu de culte immémorial, témoigne également de l'ancienneté de la commune.
Le plus ancien seigneur connu est Yves d'Hédouville, mentionné en 1152. Sa famille demeure en possession des terres jusqu'au début du XVIe siècle. Louis d'Hédouville, le dernier membre de cette famille à posséder cette seigneurie, organise sur ses terres en 1493 ce qui est considéré comme le dernier et plus fastueux tournoi du Moyen Âge, le pas d'armes de Sandricourt qui rassemble 4000 participants.

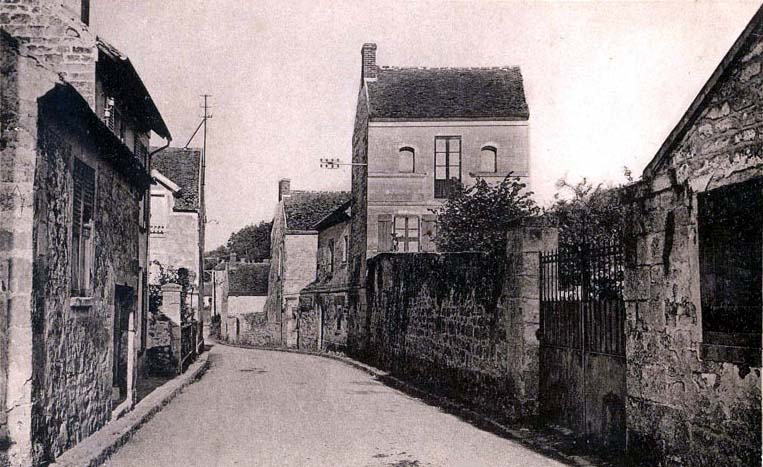
La Grande Rue vers 1900.

Par le jeu des alliances, la seigneurie passe aux mains d'une branche de la prestigieuse famille de Rouvroy de Saint-Simon. Un relais de chasse est construit par le prince de Conti sur le territoire actuel de la commune au XVIIIe siècle.
En 1783, le physicien Jacques Alexandre César Charles termina le premier voyage en ballon à hydrogène de l'histoire aux alentours de la commune après avoir décollé depuis Nesles-la-Vallée (il était parti originellement de Paris avec son mécanicien Robert et s'était posé une première fois sur le sol de cette commune).
La commune s'enrichit du hameau du Lay pendant la Révolution et du hameau de Hodan en 1859. Elle n'a pas connu d'industrialisation notable et a conservé un caractère rural.
Le 19 juin 1944 eut lieu la bataille de Ronquerolles, en limite des communes de Ronquerolles, de Bornel, de Belle-Église et d'Hédouville, entre un petit groupe de Résistants Français et les troupes d'occupation et de répression allemandes de la Sicherungs-Regiment 6, évaluées à 3 bataillons, soit de 800 à 1 000 hommes. Sur 17 résistants arrêtés par les Allemands, 11 sont fusillés à L'Isle-Adam et 2 sont déportés,,,,,.

### Le prieuré de Lay, la chapelle et la fontaine Saint Robert: faits et légendes
Au-delà de la forêt du Lay, sur le territoire actuel de la commune, se dressait le prieuré du Lay. Fondé en 1180 par Mathieu III, comte de Beaumont, et Éléonore de Vermandois son épouse, ce prieuré est donné par ses fondateurs aux moines de l’abbaye Notre-Dame du Bec, en Normandie. Son clocher, très haut, que l'on pouvait apercevoir de tous côtés, à plus de six lieues à la ronde, était appelé la tour du Lay. Le comte de Beaumont, Mathieu III y mourut le 21 novembre 1208, il fut enterré le 24 du même mois.
Les anciens bâtiments, vendus comme biens nationaux à la suite de la Révolution de 1789, furent démolis en grande partie. Dans les années 1850, subsistaient encore, sur le bord du chemin vicinal reliant Ronquerolles à Hédouville, côté ouest, près de la chapelle actuelle, quelques constructions qui étaient habitées. On trouvait également une source, dite fontaine Saint-Robert, aux eaux de laquelle la superstition des paysans attribuait un pouvoir miraculeux. Elle passait pour être un remède souverain contre les fièvres et pour guérir certaines maladies des enfants en bas âge. Saint Robert passait aussi pour être souverain pour combattre la stérilité des femmes.
À l'époque où la conscription se faisait par tirage au sort, beaucoup de conscrits qui allaient demander un bon numéro au Saint. Si malgré sa neuvaine, le conscrit tirait un mauvais numéro et était reçu soldat, il était dit qu'il avait manqué de foi et avait manqué aux prescriptions.

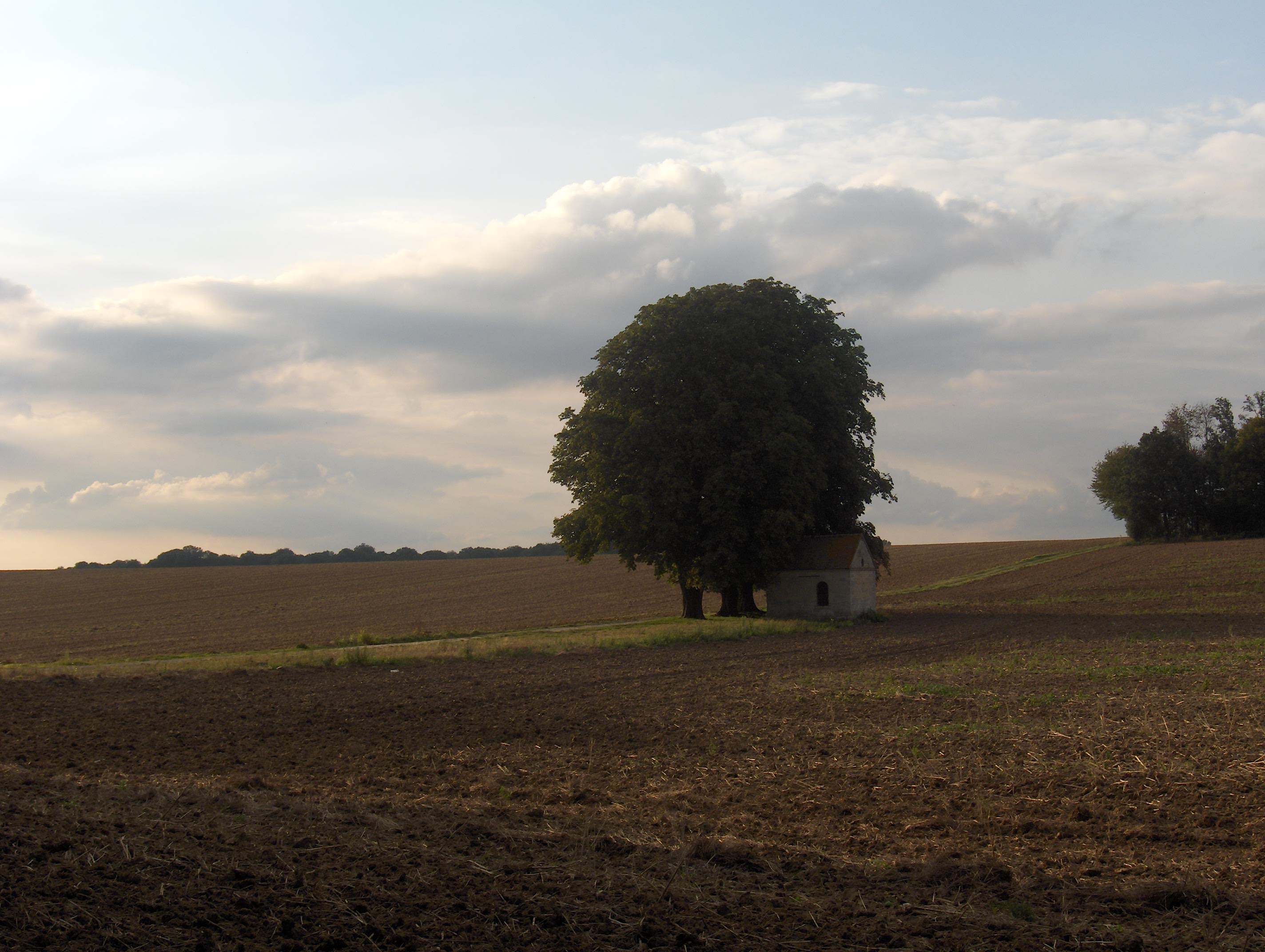
La chapelle Saint-Robert.

Saint Robert n'était pas à l'origine le patron du prieuré, car le monastère fut érigé à l'origine sous le vocable de saint Nerlin. Ce changement de patronyme est dû à une catastrophe naturelle. Subissant une sècheresse persistante faisant le plus grand tort aux récoltes, la population des environs, dédie sans succès à saint Nerlin neuvaines sur neuvaines, processions sur processions, offrandes sur offrandes. Irrités du  mauvais vouloir ou de l'impuissance du patron du prieuré, les paysans excédés résolurent de le déposer et d'en mettre un autre à sa place. Ils enlevèrent la statue de saint Nerlin pour la remplacer par celle d'un ancien prieuré nommé Robert qui avait laissé dans la contrée une réputation de bonté et de sainteté. La pluie fit son apparition, la réputation du nouveau Saint se trouva, de ce fait, établie. Quand l’évêque de Beauvais apprit la chose, il voulut s'opposer à cette substitution, mais devant l'entêtement des paysans, il finit par accepter le fait accompli.
D’après une légende, au début du XIXe siècle, en démolissant les restes du monastère pour mettre le terrain en culture, on découvrit la statue de saint Robert (un gisant, aujourd'hui dans la chapelle). Le propriétaire d'alors voulut la faire enlever, mais on ne put la déplacer. Malgré un attelage de douze chevaux, la statue ne s’ébranla même pas. Effrayé, le propriétaire fit vœu de faire ériger une chapelle au même endroit, et aussitôt le vœu réalisé, deux hommes purent déplacer la statue sans difficulté pour l'y placer. Dans les faits, en 1846, Monsieur Famin, propriétaire des lieux, fit construire la chapelle actuelle, en remplacement de l'ancienne qui était en l'état de ruines. Elle fut inaugurée le 29 avril 1847, jour de la fête de saint Robert pour le baptême du fils du propriétaire.
L'emplacement du prieuré a été redécouvert en 1999 par prospection aérienne et un premier sondage archéologique a été conduit en 2000. La fontaine a été par ailleurs restaurée et un pèlerinage annuel est depuis quelques années organisé sur le site.

## Politique et administration
| Période                                  | Période                       | Identité                    | Étiquette | Qualité                                                                                     |
| ---------------------------------------- | ----------------------------- | --------------------------- | --------- | ------------------------------------------------------------------------------------------- |
| Les données manquantes sont à compléter. |                               |                             |           |                                                                                             |
| mars 2001                                | 2014                          | Jean-Claude Courmont-Lepape | DVD       |                                                                                             |
| 2014                                     | En cours (au 11 juillet 2020) | Éric Couppé                 |           | Vice-président de la CC Sausseron Impressionnistes (2020 → ) Réélu pour le mandat 2020-2026 |

## Démographie
L'évolution du nombre d'habitants est connue à travers les recensements de la population effectués dans la commune depuis 1793. Pour les communes de moins de 10 000 habitants, une enquête de recensement portant sur toute la population est réalisée tous les cinq ans, les populations de référence des années intermédiaires étant quant à elles estimées par interpolation ou extrapolation. Pour la commune, le premier recensement exhaustif entrant dans le cadre du nouveau dispositif a été réalisé en 2005.

En 2022, la commune comptait 280 habitants, en évolution de +0,72 % par rapport à 2016 (Val-d'Oise : +4 %, France hors Mayotte : +2,11 %).
| 1793 | 1800 | 1806 | 1821 | 1831  | 1836 | 1841 | 1846 | 1851 |
| ---- | ---- | ---- | ---- | ----- | ---- | ---- | ---- | ---- |
| 174  | 307  | 136  | 143  | 1 479 | 142  | 152  | 153  | 170  |

| 1856 | 1861 | 1866 | 1872 | 1876 | 1881 | 1886 | 1891 | 1896 |
| ---- | ---- | ---- | ---- | ---- | ---- | ---- | ---- | ---- |
| 189  | 377  | 308  | 294  | 251  | 261  | 235  | 259  | 247  |

| 1901 | 1906 | 1911 | 1921 | 1926 | 1931 | 1936 | 1946 | 1954 |
| ---- | ---- | ---- | ---- | ---- | ---- | ---- | ---- | ---- |
| 247  | 284  | 249  | 186  | 226  | 168  | 192  | 203  | 178  |

| 1962 | 1968 | 1975 | 1982 | 1990 | 1999 | 2005 | 2006 | 2010 |
| ---- | ---- | ---- | ---- | ---- | ---- | ---- | ---- | ---- |
| 171  | 172  | 164  | 196  | 283  | 283  | 281  | 277  | 250  |

| 2015 | 2020 | 2022 | - | - | - | - | - | - |
| ---- | ---- | ---- | - | - | - | - | - | - |
| 275  | 281  | 280  | - | - | - | - | - | - |

## Culture locale et patrimoine

### Lieux et monuments

#### Monument historique

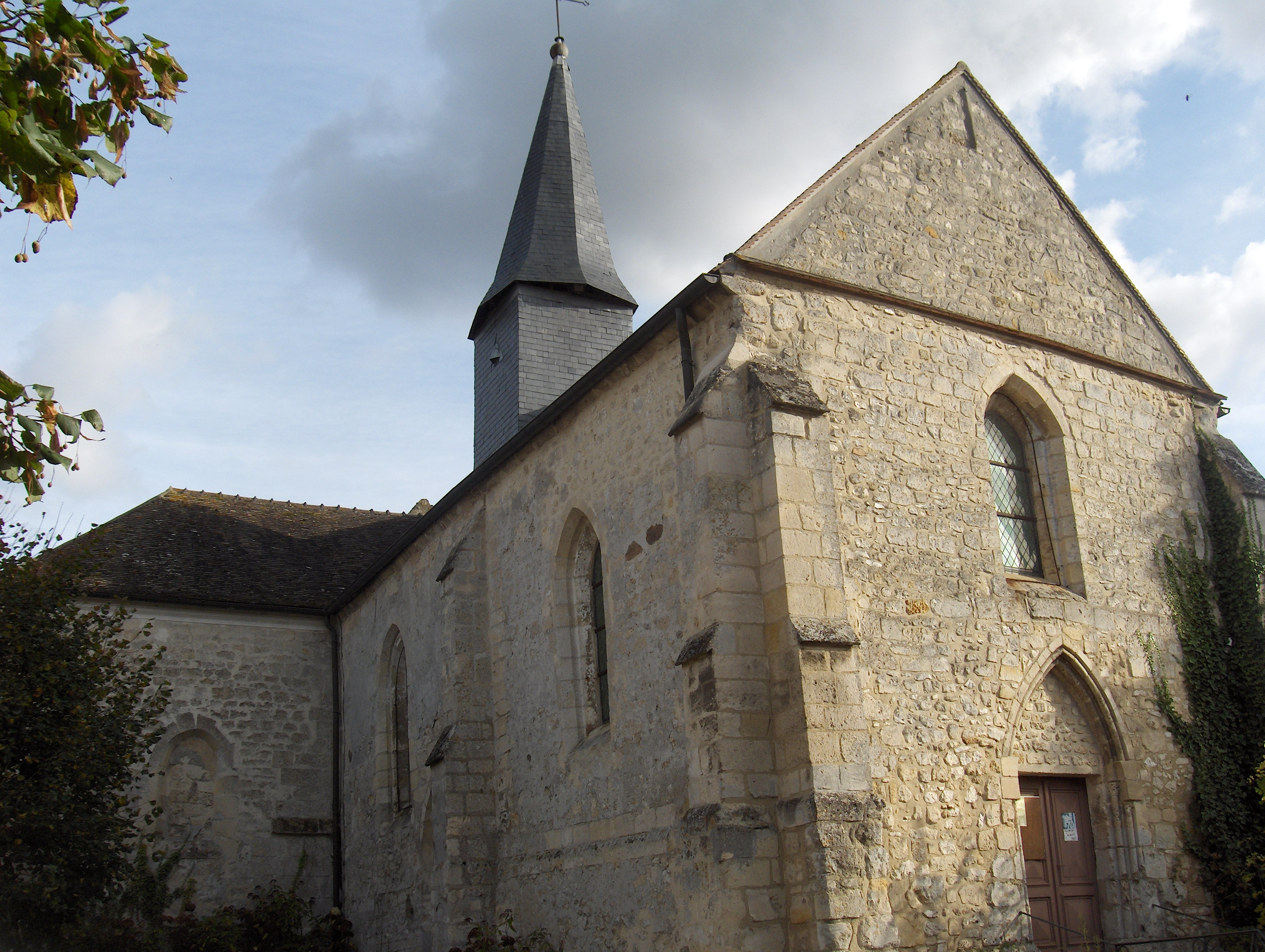
Église de la Sainte-Trinité, vue depuis l'ouest.

Hédouville ne compte qu'un seul monument historique sur son territoire.
- Église de la Sainte-Trinité, Grande-Rue (inscrite monument historique par arrêté du 16 juin 1926[29]) : ce petit édifice est d'un plan très simple, comportant une nef non voûtée de deux travées, un chœur carré au chevet plat de la première moitié du XIIIe siècle et une chapelle latérale nord du XVIe siècle, cette dernière voûtée d'ogives tout comme le chœur. Le petit clocher en charpente se situe à cheval sur le toit, entre chœur et nef, et il est recouvert d'ardoise tout comme la flèche. Les façades est et ouest de l'église ont des pignons, alors que la chapelle latérale possède un toit à croupe appuyé au sud contre le toit principal. Les baies sont lancettes simples en tiers-pointe, et une telle baie surmonte également le portail occidental de facture simple, avec un arc de décharge en tiers-point et des colonnes engagées à gauche et à droite. Elles portent de petits chapiteaux garnis de feuilles recourbées, mais ont perdu leurs bases. Un portail auxiliaire existe au nord, à droite de la seconde travée. Les baies ouest et nord de la chapelle ont été murées, remplacées par deux oculi côté nord, où le monument aux morts s'appuie contre son mur. Le chevet est aveugle, mais présente une grande arcade ogivale bouchée, dont la section correspond exactement à l'intrados de l'arc de la voûte à l'intérieur. Il est possible que l'arcade s'ouvrait sur une absidiole, mais en l'absence de toutes traces, cette question reste en suspens. Antérieurement au percement de l'arcade, le chevet était percé d'un triplet, qui a été arasé et bouchée. L'arc triomphal possède la particularité d'être irrégulier et dissyémtrique ; il retombe sur des pilastres issus d'un remaniement[30],[31].

#### Autres éléments du patrimoine

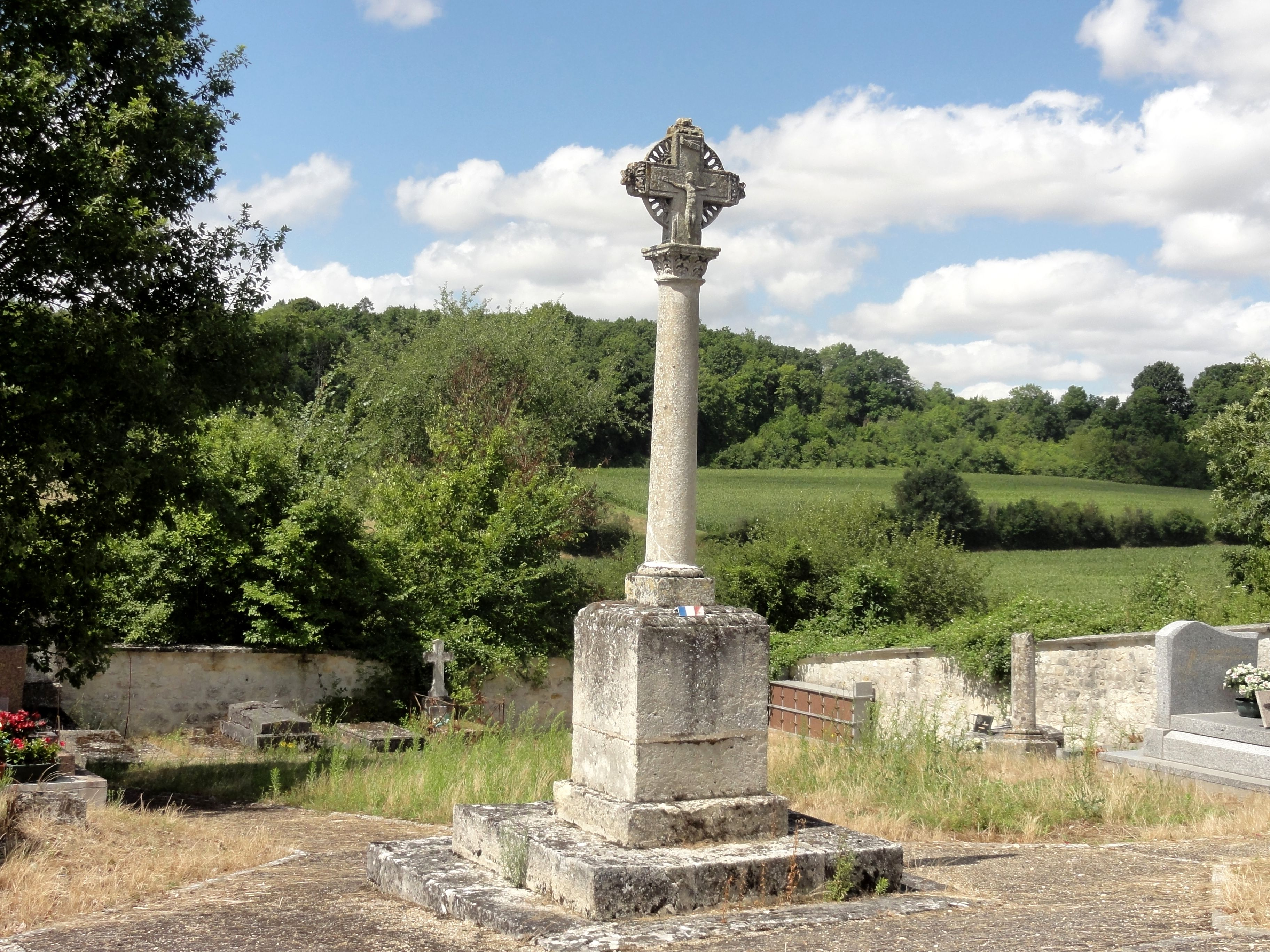
Croix de cimetière.

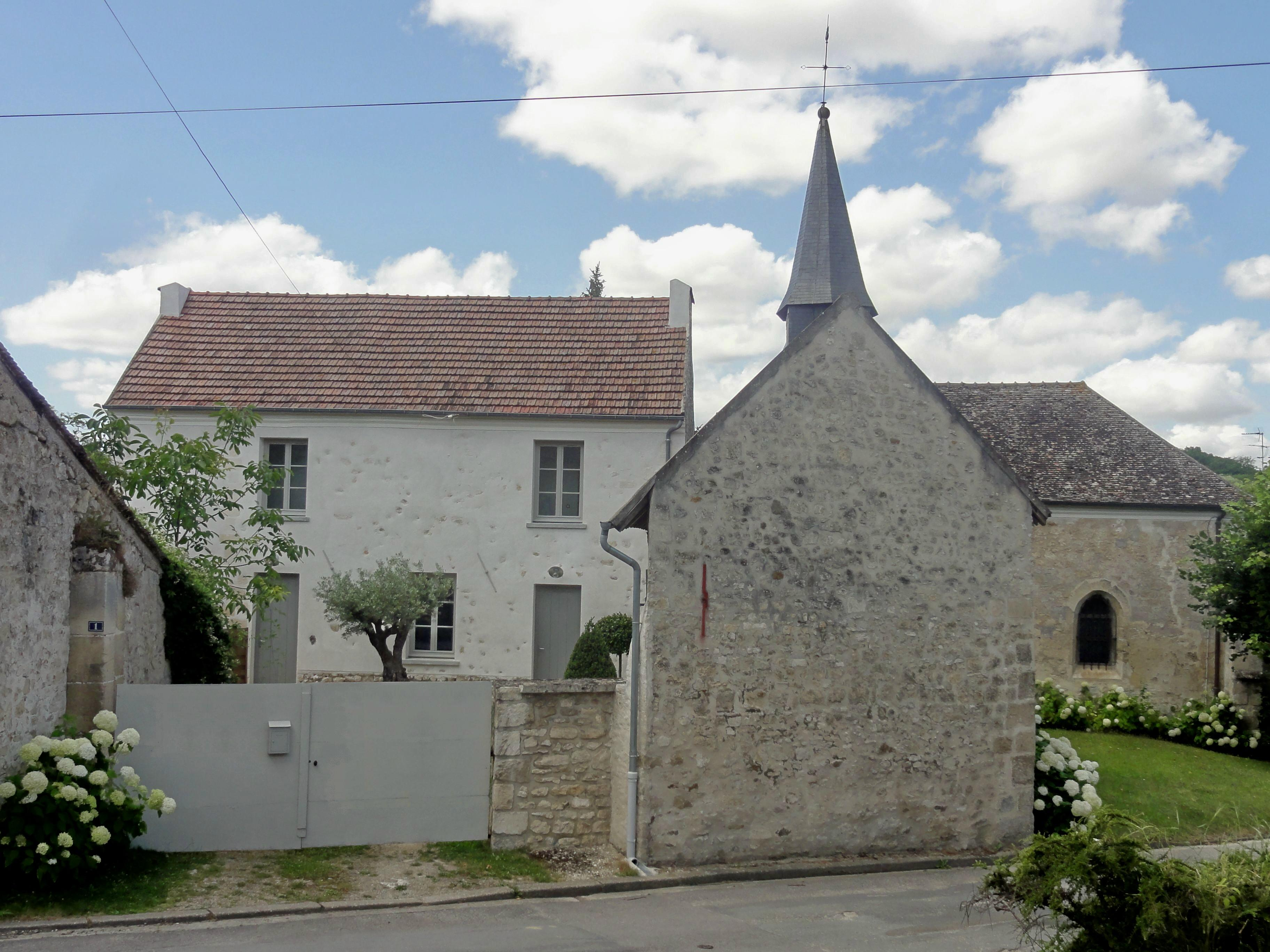
Ancien presbytère.

- Croix de cimetière, rue de l'Ancien Moulin : Cette croix du XVIIIe siècle se trouvait initialement à côté de l'église et a été déplacée en 1865 à l'occasion du transfert du cimetière vers l'extérieur du village. La petite croix en pierre sculptée, finement ciselée, présente un Christ en croix à l'avant et une Vierge à l'Enfant à l'arrière. La croix est montée sur un fût cylindrique se terminant par un chapiteau. Le socle date du déplacement du calvaire. C'est un simple cube taillé dans la pierre, prenant appui sur un soubassement de deux degrés[32],[33].
- Ancien presbytère, Grande-Rue et rue de l'Ancien Moulin, au sud de l'église : C'est un bâtiment en pierre de la fin du XVIIIe siècle. Une cour flanquée de deux bâtiments annexes précède le presbytère à l'est, et un grand jardin se situe à l'ouest, au sud de l'église[32],[34].
- Ferme seigneuriale, rue de l'Abreuvoir : Un château ne semble pas exister à Hédouville avant la fin du XVIe siècle. La ferme actuelle est construite aux XVIIe et XVIIIe siècles et appartient à la famille de Balincourt jusqu'à la Révolution française. Le logis, bien que connu localement comme le château, est postérieur à la Révolution et ne correspond pas à l'ancien manoir. C'est une maison de style classique cinq travées de deux niveaux, avec une mansarde. Les bâtiments d'exploitation contiennent quelques éléments de réemploi, dont des contreforts vraisemblablement plus anciens. Ces bâtiments agricoles se remarquent par leur architecture soignée, avec des pilastres scandant les façades, et des œils-de-bœuf encadrées de pierres taillées[35].
- Chapelle Saint-Robert, à l'écart, au nord-est du village en direction de Ronquerolles : Cette chapelle rappelle l'emplacement du prieuré du Lay fondé vers 1180 par Mathieu III de Beaumont et donné à l'abbaye Notre-Dame du Bec, dans l'Eure. La démolition du prieuré commence vers 1755 et s'accélère après la Révolution. Les ouvriers sont alors arrêtés dans leur besogne par un gisant qui s'avère impossible à transporter, même avec un attelage de douze chevaux. La démolition est instantanément arrêtée. Cet incident au début du XIXe siècle incite plus tard le propriétaire du terrain, M. Famin, de construire une chapelle autour. Elle est consacrée en 1847 et vouée à saint Robert. Les derniers pans de mur du prieuré l'entourent encore pendant les années 1920. La chapelle est un petit bâtiment simple, dont la porte d'entrée rectangulaire est surmontée d'une niche, et flanquée de deux autres niches, toutes vides aujourd'hui. Les façades latérales sont percées d'une baie plein cintre chacune, alors que le chevet plat est aveugle. L'intérieur de la chapelle contient principalement le gisant, anonyme et au visage méconnaissable, placé sur trois courts piliers de pierre et non sur un sarcopage[32],[36].
- Fontaine Saint-Robert, dans un champ à côté de la chapelle : Aménagée par les moines du prieuré du Lay, cette fontaine sacrée jouait un rôle dans le pèlerinage annuel chaque 29 avril, quand les fidèles se baignaient dans son bassin pour obtenir la guérison d'une maladie ou la fécondité[32]. Restaurée depuis 2006 par l'association Les Gens d'Hédouville, un chemin éphémère à travers champ permet de la rejoindre et de perpétuer le pèlerinage annuel[37].

### Héraldique
| Blason d'Hédouville | D'or au chef d'azur chargé d'un lion léopardé d'argent, lampassé de gueules. Ce sont les armes de Jean de Hédouville (1219). |

## Galerie

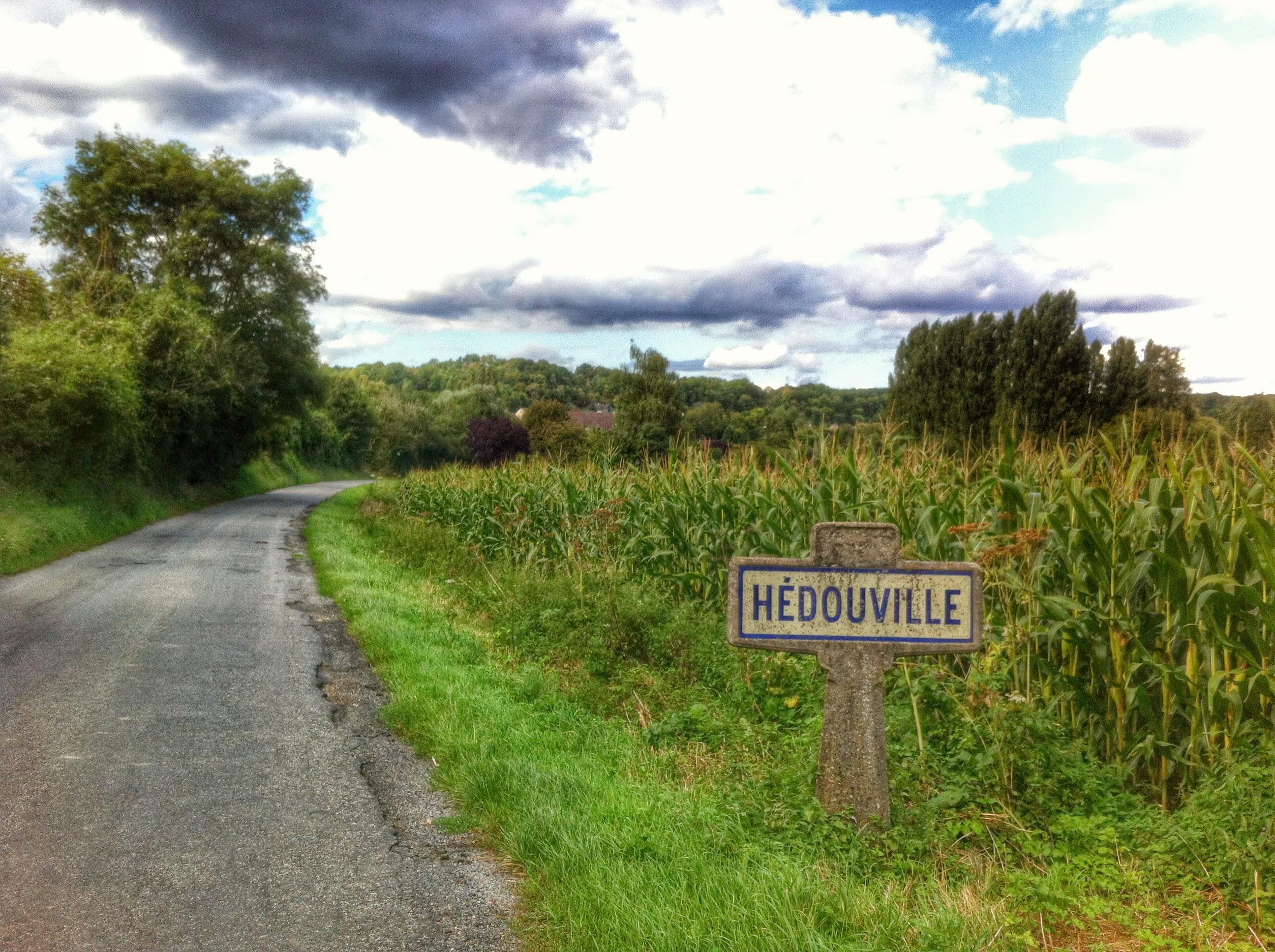
Panneau d'entrée du village
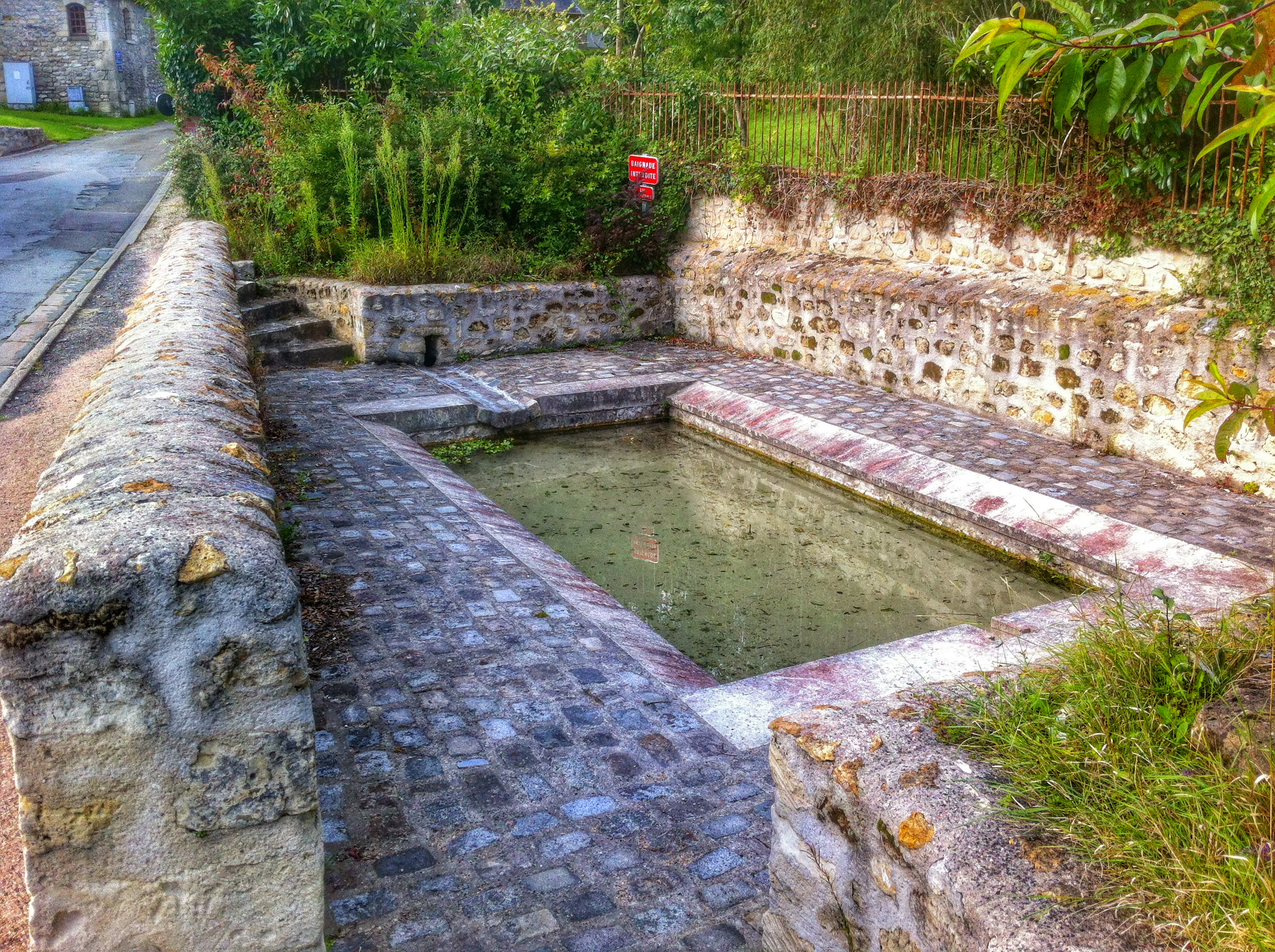
Lavoir restauré
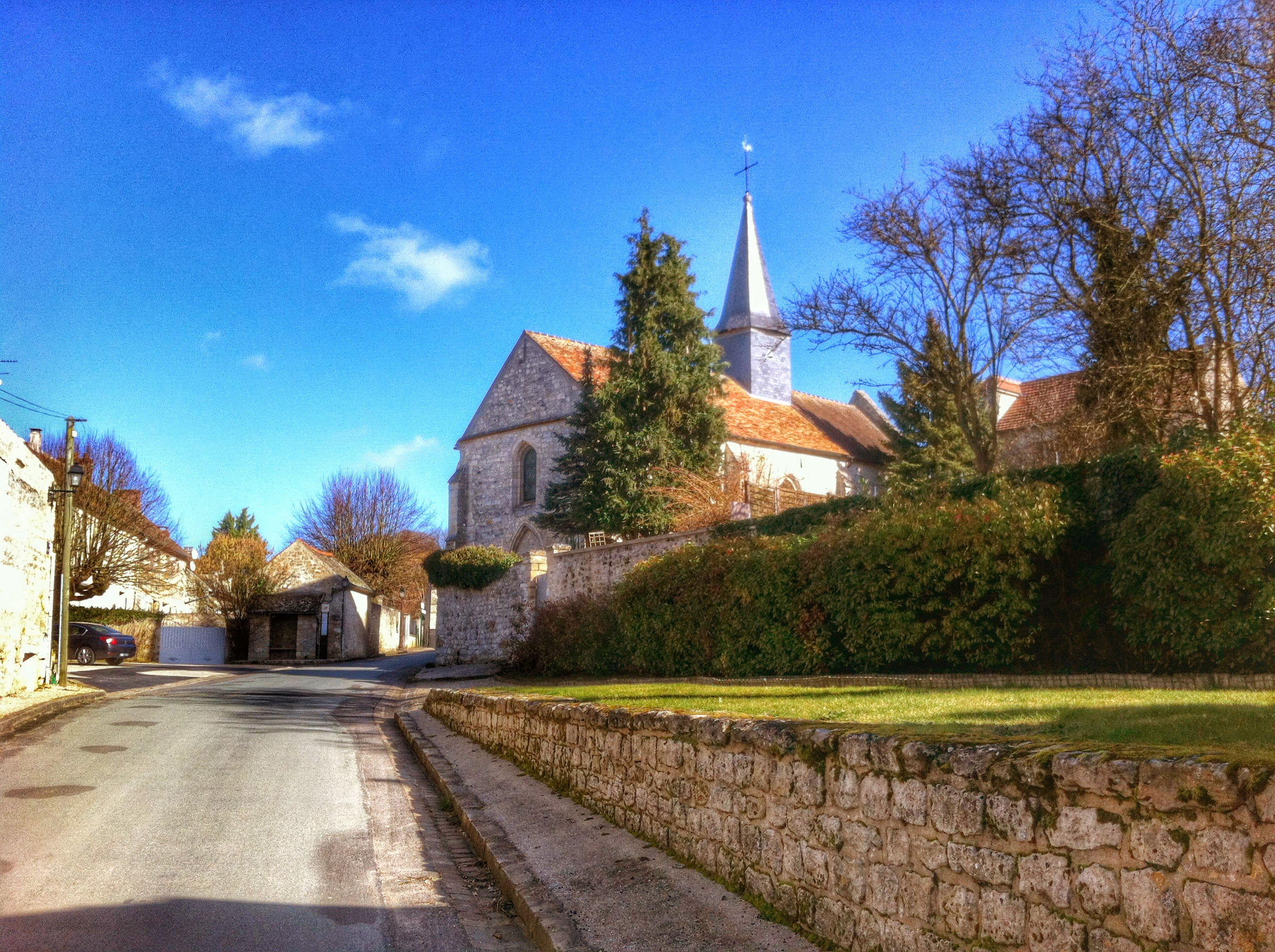
Vue sur l'église d'Hédouville
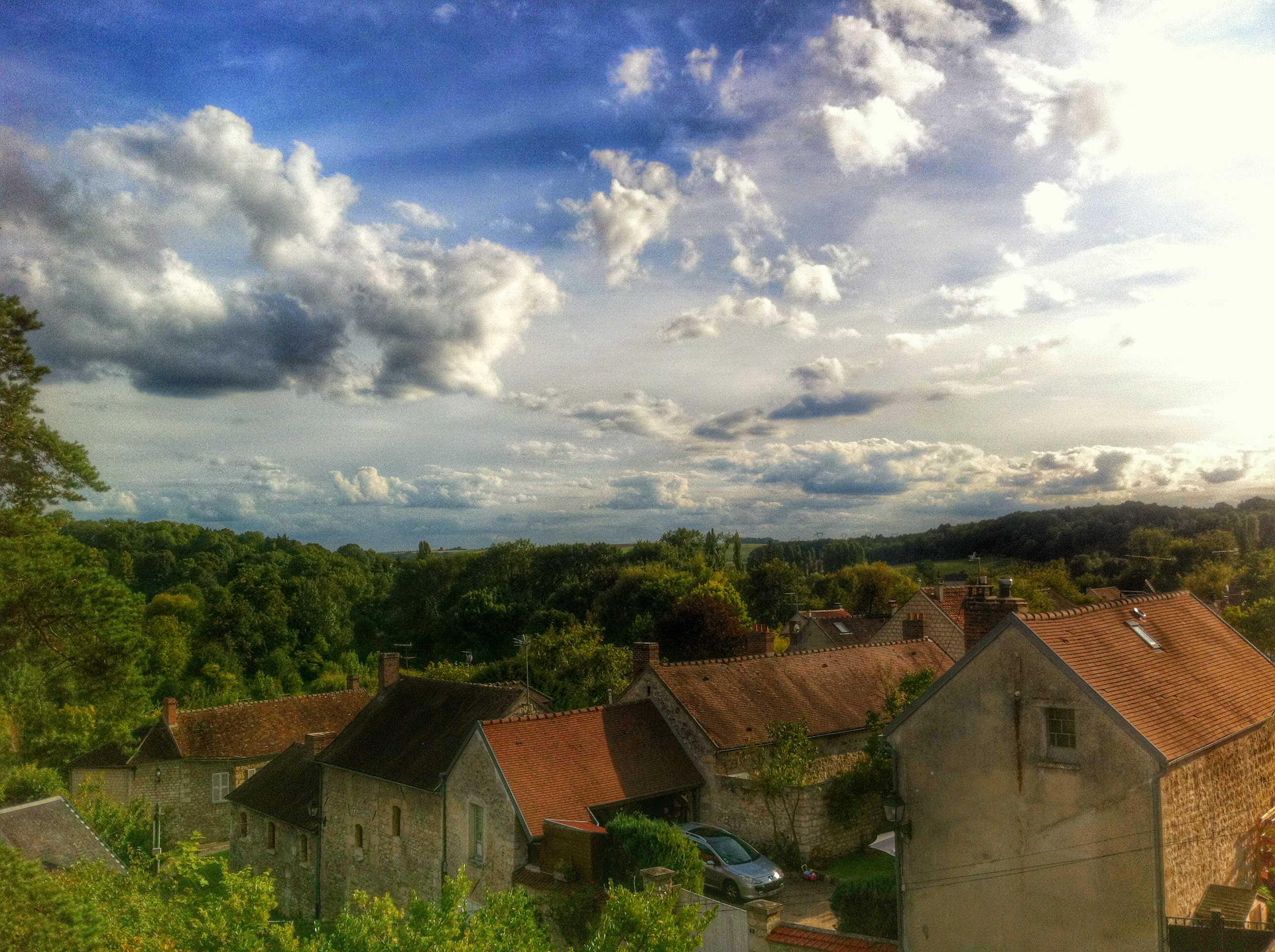
Vue direction Sud-Ouest sur le village
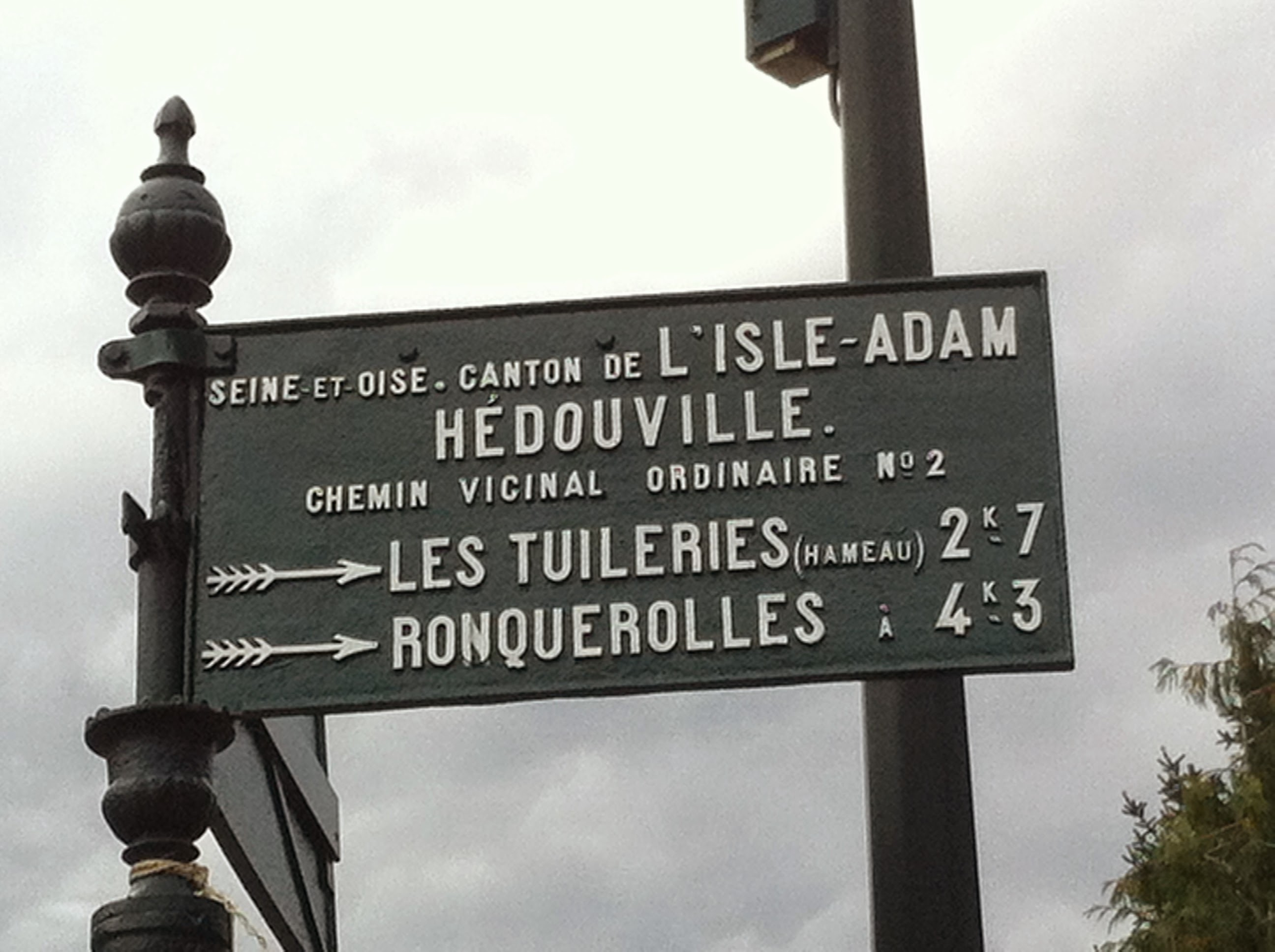
Ancien panneau restauré du village